# Påskesønnernes Gård
Påskesønnernes Gård er en fredet bygning fra 1460, som ligger på Rådhustorvet i Randers. Kun dele af det oprindelige hus er bevaret.

## Historie
Den er opført som købmandsgård af brødrene brødrene Anders, Per og Peder Paaske. Det var et stenhus i tre stokværk ud mod gaden og der var flere bygninger på bagsiden mod gården.
I 1826 blev en del af den oprindelige bygning revet ned. I 1917 blev den resterende del renoveret af Christen Borch. Det blev fredet i 1918.

## Beskrivelse
Bygningen er opført i røde munkesten og er i tre stokværk. Den har sadeltag med tegl og kamtakker på den sydlige gavl. Mod gaden er fire spidsbuer i gadeplan.